# Osu!
osu! – darmowa komputerowa gra rytmiczna napisana w języku C# przez Deana „peppy'ego” Herberta. 16 września 2007 roku została wydana na komputery osobiste z systemem Windows, a później także na systemy macOS i Linux.  
Główny tryb gry w osu! jest wzorowany na grze Osu! Tatakae! Ouendan, a od pierwszego wydania gry zostały dodane inne tryby, inspirujące się m.in. Taiko no Tatsujin, Beatmania i EZ2DJ.

## Rozgrywka
osu! posiada cztery tryby gry – osu!standard, osu!taiko, osu!catch i osu!mania.
"osu!standard" – Podstawowy tryb gry składa się z trzech elementów – kół, które trzeba w odpowiednim tempie kliknąć, sliderów, które trzeba kliknąć i odpowiednio przesunąć kursor oraz spinnerów, które trzeba jak najszybciej kręcić. Pojawiają się one w różnych miejscach na ekranie i w różnych odstępach czasu zależnie od rytmu danej piosenki.
"osu!taiko" – tryb wzorowany na Japońskiej grze komputerowej Taiko no Tatsujin. Polega ona na uderzaniu w bęben do rytmu muzyki. Gracz może używać klawiatury lub zestawu perkusyjnego do uderzania w koła w różnych kolorach, które przesuwają się na pojedynczym pasku.

"osu!catch" – tryb polegający na przesuwaniu postaci trzymającej talerz w taki sposób, aby złapać spadające z góry owoce. Jest wzorowany na jednym z trybów gry w EZ2DJ.
"osu!mania" – tryb naśladujący granie na fortepianie za pomocą klawiatury. Elementy w nim poruszają się z góry na dół, a gracz musi w odpowiednim momencie nacisnąć odpowiedni klawisz. Zależnie od mapy trzeba wciskać od czterech do osiemnastu klawiszy w trybie dla jednego gracza lub do osiemnastu klawiszy w trybie dla dwóch graczy.

Beatmapy, czyli dopasowane do rytmu muzyki poziomy, tworzone są przez społeczność używając wbudowanego do gry edytora.

## Odbiór gry
Jeuxvideo.com pozytywnie oceniło osu!, wystawiając ocenę 18/20. W 2010 roku Daniel Ball z MMOGames.com, powiedział, że mimo iż gra jest bardzo podobna do Elite Beat Agents, wyróżnia ją duża biblioteka wysokiej jakości treści tworzonych przez społeczność. osu! jest używane i zalecane przez graczy e-sportowych, takich jak Ninja i EFFECT, jako sposób na rozgrzewkę i ćwiczenie celowania.